# Staurothele succedens
Staurothele succedens är en lavart som först beskrevs av Rehm ex Arnold, och fick sitt nu gällande namn av Johann Franz Xaver Arnold 1880. Staurothele succedens ingår i släktet Staurothele, ordningen Verrucariales, klassen Eurotiomycetes, divisionen sporsäcksvampar och riket svampar.  Arten är reproducerande i Sverige. Inga underarter finns listade i Catalogue of Life.